# Vielmur-sur-Agout
Vielmur-sur-Agout – miejscowość i gmina we Francji, w regionie Oksytania, w departamencie Tarn.
Według danych na rok 1990 gminę zamieszkiwało 996 osób, a gęstość zaludnienia wynosiła 86 osób/km² (wśród 3020 gmin regionu Midi-Pireneje Vielmur-sur-Agout plasuje się na 340. miejscu pod względem liczby ludności, natomiast pod względem powierzchni na miejscu 977.).